# 波克罗夫斯科耶 (奥廖尔州)
波克罗夫斯科耶（羅馬化：Pokrovskoye）是俄罗斯奥廖尔州的市级镇、波克罗夫斯科耶区行政中心及规模最大聚居地，地处奥廖尔州中东部，位于州府奥廖尔东南方。连接奥廖尔与坦波夫的R119公路经过该镇。
该地2022年人口有4,068人；2010年人口4,432；2002年人口4,628；1989年人口4,301。